# North River (Terranova y Labrador)
North River es un pueblo canadiense situado en la provincia de Terranova y Labrador.

## Superficie
North River tiene una superficie de 4,2 km².

## Demografía
En 2021, tenía 579 habitantes, una densidad poblacional de 137,7 hab./km², y 318 viviendas.